# باربرا هانكوك
باربرا هانكوك (بالإنجليزية: Barbara Hancock)‏ هي ممثلة أمريكية، ولدت في 21 نوفمبر 1949 في الولايات المتحدة.

## وصلات خارجية
- باربرا هانكوك على موقع IMDb (الإنجليزية)
- باربرا هانكوك على موقع أول موفي (الإنجليزية)
- باربرا هانكوك على موقع قاعدة بيانات برودواي على الإنترنت (الإنجليزية)
- باربرا هانكوك على موقع قاعدة بيانات الفيلم (الإنجليزية)